# Ruellia bella
Ruellia bella — вид квіткових рослин родини акантових (Acanthaceae).

## Поширення
Вид поширений в Таїланді та М'янмі. Росте у тропічних лісах.

## Історія
Зразки рослини зібрав у 1915 році в Таїланді британський ботанік Артур Френсіс Джордж Керр. На основі зразків у 1918 році Вільямом Грантом Крейбом описано новий вид Ruellia bella. З цього часу понад 100 років рослину ніхто не бачив і вид вважався вимерлим. Проте, у червні 2020 року у М'янмі в окрузі Їнмабін області Сікайн знайдено квіти цієї рослини.

## Опис
Невелика рослина, заввишки до 10 см. Квіти поодинокі, лілового забарвлення з двома листоподібними приквітками. Цвітіння і плодоношення в дикій природі спостерігається в травні і червні. Квіти розкриваються вночі.